# 乌龙院四格漫画
《乌龙院四格漫画》是台湾漫画家敖幼祥的作品，在第13卷到第20卷是由大长篇改编的四格漫画，在20卷后面的则改名叫《Q版活宝》。在1983年由敖幼祥创作《乌龙院》四格武侠漫画，然后同作者创作《乌龙院》彩色漫画18本和黑白漫画55本，共73本。1984年出了第一部动画电影《乌龙院》，在2000年有改编130集flash动画在蕃薯藤上播放。

## 人员表
出品人:天际股份有限公司
原著&分镜:敖幼祥
导演:崔东豪
动画&剪接:日历二人、TONK
美术:小仙
配音:各话不一 http://kids.yam.com/comic/films.php?Aid=155 （页面存档备份，存于）

## 外部連結
- 小番薯 乌龙院专区 （页面存档备份，存于） - 蕃薯藤